# Čehi
Čehi (češko Češi) so zahodni Slovani, ki so naseljeni v Srednji Evropi; primarno na področju Češke (ok. 10 milijonov). Večje skupine Čehov živijo tudi na Slovaškem, v Avstriji, ZDA, Kanadi, Nemčiji in Rusiji.
Čehi govorijo češčino, ki je zelo podobna slovaščini.

## Izvor
Čehi so potomci slovanskih plemen, ki so se na ozemlju današnje Češke naselila okoli 6. stoletja, po veliki selitvi narodov. Njihovi predniki naj bi prišli iz današnje Ukrajine - predvsem iz Volinije - in se pomešali z že prej naseljenimi Markomani (predniki Bavarcev). Markomani so se v precejšnjem številu asimilirali s slovanskim življem.
Legenda, ki jo je na začetku 12. stoletja prvi zapisal kronist Kosmas, navaja goro Rip in njeno okolico kot mesto, kjer naj bi se pod vodstvom praočeta Čeha naselili prvi Slovani ob prihodu na novo ozemlje. To je tudi kraj, kjer naj bi Slovani prvič poimenovali novo deželo z imenom njihovega voditelja. Legendo o praočetu Čehu je v 16. stoletju ponovno obudil kronist Vaclav Hajek Libočanski. Najnovejšo verzijo iste legende je leta 1894 objavil Alois Jirasek v svojih 'Starih čeških povestih'.
Sodobni češki narod se je začel oblikovati ob koncu prve polovice 19. stoletja.